# 库梅尔任斯卡亚区
库梅尔任斯卡亚区（俄语：Кумылженский район）是俄罗斯联邦伏尔加格勒州下辖的一个区，其行政中心为库梅尔任斯卡亚。据2016年统计，该区的人口为20077人。